# John Eccles
John Carew Eccles (Melbourne, 27 de janeiro de 1903 — Locarno, 2 de maio de 1997) foi um neurofisiologista australiano.
Foi agraciado com o Nobel de Fisiologia ou Medicina de 1963, por realizar pesquisas sobre o mecanismo dos impulsos nervosos e seu modo de transmissão.

## Formação académica
Formado em medicina pela Universidade de Melbourne, cedo se interessou pelos mistérios da interacção entre o corpo e a mente. A insatisfação com a explicação da interação entre mente e cérebro e o fato de que os conhecimentos acerca do cérebro eram escassos naquela época contribuíram para sua especialização em neurociência, área na qual se graduou em 1925. Foi premiado com uma bolsa de Rodes para estudar com Charles Scott Sherrington no Magdalen College da Universidade de Oxford, onde se doutorou. De 1952 a 1962 ensinou na Universidade Nacional da Austrália, depois de ter passado pela Universidade de Otago, Nova Zelândia, onde ensinou.

## Atividade científica
A atividade que Eccles desenvolveu juntamente com a sua equipa mereceu o Prémio Nobel em Fisiologia e Medicina, em 1963. Foi pioneiro no estudo das sinapses ao nível do sistema nervoso periférico, diferenciando as sinapses motoras das sensitivas. Distinguindo os potenciais pós-sinápticos excitatórios dos potenciais pós-sinátpticos inibitórios. Ao contrário do que pensava inicialmente, os estudos efectuados no seu laboratório demonstrou que a actividade neuronal não era apenas física, mas também química. Elucidou o papel da acetilcolina como um neurotransmissor.
Em 1964 foi trabalhar para os Estados Unidos, em Chicago. Mas descontente com as condições que aí encontrou, deixou Chicago e foi ensinar para a Universidade de Búfalo. Em 1975 aposentou-se e foi viver para a Suíça, em Lucarno, onde faleceu em 1997 com 94 anos.

#### Biofísica aplicada nas pesquisas
A pesquisa de John Eccles sobre sinapses e seus mecanismos, abordando o sistema nervoso, trouxe a mecânica envolvida no sistema, que para ele explicaria os problemas e a conexão entre cérebro e mente. Sendo um dos pioneiros no estudo experimental do mecanismo de sinapses e na organização de neurônios do sistema nervoso. Em sua pesquisa, John Eccles com a ajuda Sherrington (1925), propôs que o mecanismo de sinapses se assemelharia ao sistema elétrico. Assim, Eccles junto com D Denny-Brown introduziu em sua pesquisa um estudo dos efeitos da estimulação elétrica do córtex cerebelar nos reflexos da medula espinhal. Após alguns anos de estudo, as respostas de reflexo como contrações musculares foram medidas por um miógrafo isométrico óptico, cujo desenho foi melhorado após Eccles descobrir que a fricção (atrito) nos rolamentos do aparelho distorcia os registros.
Em 1928, Eccles junto com Sherrington ingressaram em uma série de experimentos. A primeira experiência levou a descoberta de duas populações distintas, com base no diâmetro de fibras motoras dos nervos periféricos musculares. Sherrington e Eccles também analisaram a evolução no tempo do “estado excitatório central”, o qual Sherrington tinha proposto antes a excitação dos neurônios motores por descargas elétricas na medula espinhal e também do ativo “estado inibitório central” associado com os reflexos causados pelas descargas nos nervos musculares contralaterais. Contudo, as últimas observações não deram suporte para a teoria proposta em que os resultados das inibições dos reflexos resultam de interferências com o acesso dos impulsos excitatórios na coluna. Os experimentos terminaram no início de 1931. Durante 1929, existia um debate entre pesquisadores em relação aos impulsos nervosos (potencial de ação), se estes eram químicos ou elétricos. Ao longo dessa época, Eccles foi capaz de trabalhar com um novo equipamento de eletrofisiologia da época, o qual continha amplificadores e osciloscópio de raios catódicos. Uma vez que o potencial de ação aconteceu tão rapidamente, Eccles acreditou que o processo ocorrido era de origem elétrica.
Em 1930, John Eccles voltou para Austrália onde focou em pesquisas de junções neuromusculares em gatos e sapos. Foi dessa forma que ele descobriu que o composto químico acetilcolina estava envolvido na transmissão sináptica das junções neuromusculares, indicando a ele de que o potencial de ação não fosse totalmente elétrico como ele havia pensado.
Eccles voltou a estudar a transmissão sináptica em 1935, em que aceitou que a acetilcolina (ACh) liberada pelos impulsos pré-sinápticos foi o mediador químico para a excitação lenta, o fracasso da inibição de fisostigmina esterase ACh para prolongar a componente rápido de respostas ganglionares reforçou suas dúvidas de que o processo excitatório rápido poderia ser químico. Assim, ele introduziu o conceito de uma resposta rápida ' detonador ', responsável pela ação de impulsos pré-sinápticos que excitam as células das regiões sinápticas, causando a descarga nas células ganglionares. Esta proposta foi estendida para excitação sináptica do músculo estriado, do músculo liso e na medula espinhal.
Em 1940, na Nova Zelândia, ele deu continuação ao seu trabalho sobre transmissão nervosa em conjunto com Brock e Coons. Eccles foi o primeiro a usar com sucesso microelétrodos intracelulares para gravar o potencial de células nervosas. Ele e seus colegas notaram que o interior de uma célula nervosa era negativo quando comparado ao exterior da célula nervosa, o que hoje em dia conhecemos como potencial de repouso. Ele usou o microelétrodos para gravar as respostas elétricas produzidas pelas sinapses excitatórias e inibitórias.
De 1943-1951, John Eccles ocupou a cadeira de Fisiologia na Escola de Medicina da Universidade de Otago em Dunedin, e foi aqui que ele, junto com Brock e Coombs, foi o pioneiro no uso de microelétrodos intracelulares para registro de motoneurônios espinhais em gatos anestesiados. Suas observações levaram Eccles a abandonar suas teorias elétricas vigorosamente defendidas de transmissão sináptica excitatória e inibitória em favor de processos químicos. Convidado pelo Conselho da ANU para a cadeira de fisiologia da John Curtin School, Eccles começou a experimentação no início de 1953, o início do que ele mais tarde descreveu como "quatorze anos dourados, cientificamente falando". Ele atraiu vários cientistas e pesquisadores para Canberra, desenvolveu ainda mais o registro intracelular e outras técnicas para estudar a excitação e inibição de neurônios na medula espinhal, tálamo, hipocampo e cerebelo, e estabeleceu uma "Escola" notavelmente produtiva de neurofisiologia. Ele também promoveu desenvolvimentos em neuroquímica e neurofarmacologia.
Eccles conduziu sua pesquisa premiada na Universidade Nacional da Austrália, Canberra (1951–1966). Ele demonstrou que uma célula nervosa comunica-se com uma célula vizinha liberando substâncias químicas na sinapse (a fenda estreita, ou fenda, entre as duas células). Ele mostrou que a excitação de uma célula nervosa por um impulso faz com que um tipo de sinapse libere na célula vizinha uma substância (provavelmente acetilcolina) que expande os poros das membranas nervosas. Os poros expandidos permitem então a passagem livre de iões de sódio para a célula nervosa vizinha e invertem a polaridade da carga elétrica. Esta onda de carga elétrica, que constitui-o impulso nervoso, é conduzido de uma célula para outra. Da mesma forma, Eccles descobriu, uma célula nervosa excitada induz outro tipo de sinapse a liberar na célula vizinha uma substância que promove a passagem externa de íons de potássio carregados positivamente através da membrana, reforçando a polaridade existente e inibindo a transmissão de um impulso.
Entre 1953-1955, em colaboração com J. S. Coombs e P. Fatt, sua pesquisa estava concentrada nas propriedades biofísicas da transmissão sináptica, a pesquisa que o levou a ganhar o Prêmio Nobel. A base conceitual dessas investigações são derivadas principalmente das hipóteses dos mecanismos iônicos da atividade da membrana que tinham sido desenvolvidos pela Hodgkin, Huxley, Katz e Keynes, na Inglaterra. Em 1955 esta fase da investigação foi descrito nas palestras Herter de Johns Hopkins University, e foi publicado em 1957 como a fisiologia das células nervosas. Posteriormente a hipótese iônica da ação sináptica inibitória desenvolvida a partir desse trabalho inicial foi não corroborada apenas em Camberra pelos muitos associados listados nas referências da palestra, mas também em vários outros laboratórios. A pesquisa de Eccles, parte dela escrita acima, foi um importante componente de muita informação nova e detalhada do sistema nervoso, incluindo a descoberta de vários princípios regentes e mecanismos celulares. Eccles contribuiu para a compreensão do cerebelo e suas estruturas associadas.

## Actividade filosófica
O seu interesse pela filosofia relacionava-se com o problema que o apoquentava desde longa data – o problema mente-corpo. Apesar de ser um fervoroso crente no Divino, e um dualista cartesiano convicto, foi um adepto da filosofia de Karl Popper, do qual se tornou amigo, e com o qual trabalhou em conjunto na teoria dos Três Mundos. Ironizava dizendo que era um “trialista”. O Mundo 1 – eram os objectos e estados físicos. O Mundo 2 – eram os estados de consciência. O Mundo 3 – era o conhecimento humano espalhado pelo mundo, literatura, música, arte, ciência, e por aí fora.